# Tagaytay
Tagaytay est une municipalité de la province de Cavite, aux Philippines.
Elle est l'une des destinations touristiques les plus populaires du pays en raison de son climat exceptionnel, de son paysage, et de la fraîcheur fournie par sa haute altitude. La ville a un haut niveau de vie. Tagaytay donne sur lac Taal dans Batangas et fournit une des vues iconiques des Philippines. La vue du volcan de Taal au milieu du lac, est visible de plusieurs positions avantageuses dans la ville.

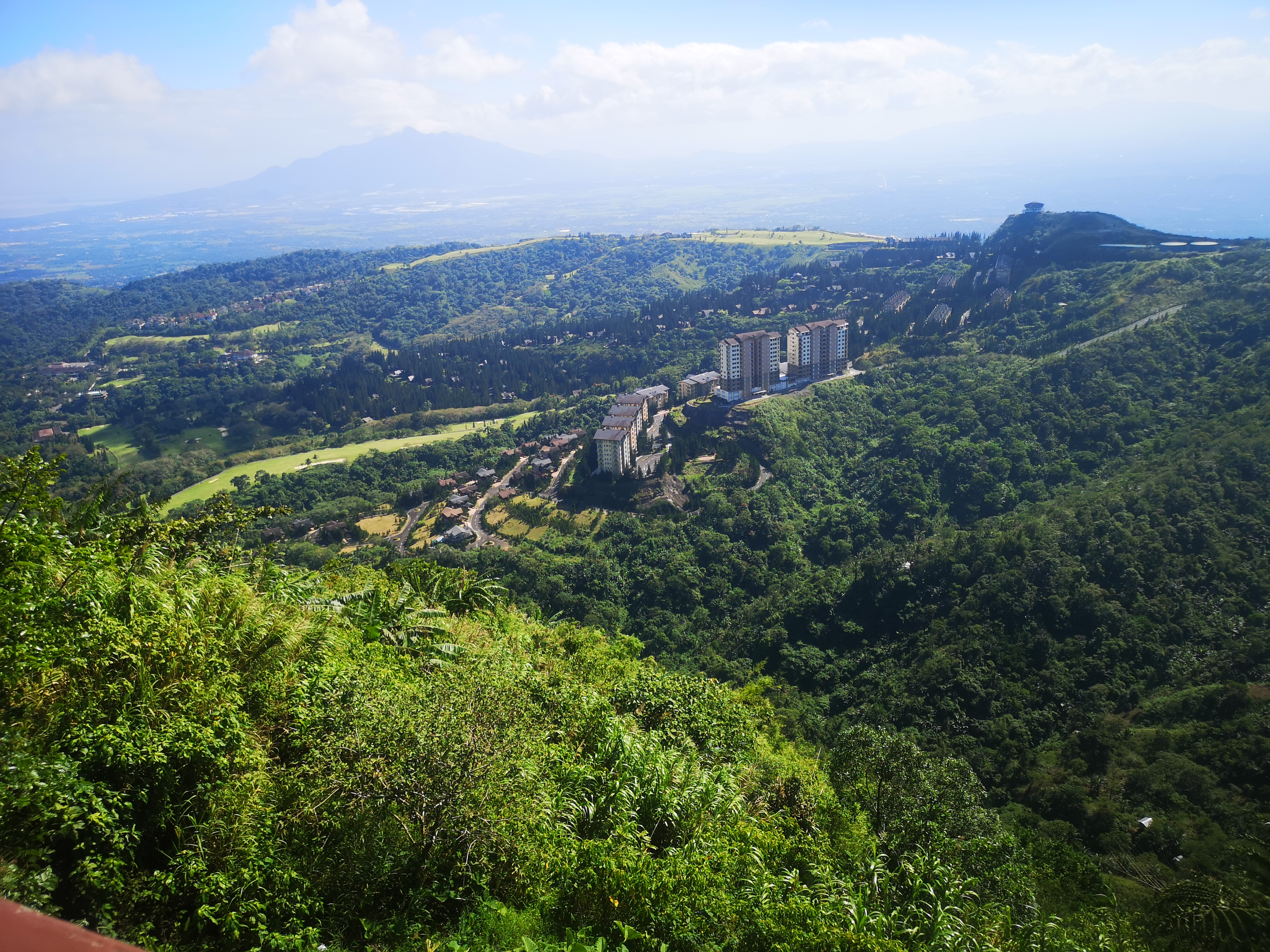
Les hautes terres de Tagaytay depuis le parc du peuple

## Chronologie
- 1749. Le volcan de Taal détruit l'île du volcan et les villes de Taal, le Vieux Sala et une partie de la vieille ville de Tanauan.

- 1754. L'éruption du volcan de Taal détruit les villes de Sala, Lipa, Tanauan et Talisay.

- 1911. Une autre éruption détruit l'île du volcan et tue 1 334 personnes et les cendres atteignent la ville de Manille.

- 1937. La construction s'ensuit sur la colline de Tagaytay. La loge Taal Vista est construite, et est gêré par la corporative de l'Hôtel de Manille. Les prisonniers de Cavite construisent la longue route s'étendant de Silang jusqu'à la colline. C'est la suite de la route Aguinaldo, baptisée au nom du premier président de la République des Philippines, Emilio Aguinaldo.

- 1938. Tagaytay est devenu une ville privilégiée avec la signature de l'acte no. 338 du Commonwealth du président des Philippines Manuel L. Quezon le 21 janvier 1938, comme autorisé par le représentant, Justiniano Montano de Cavite[1].

- 1965. Le volcan a affecté en entier l'île du volcan de Taal. Les cendres ont couvert une superficie de 60 km2 et tué 200 personnes.

- 1979. L'ancienne première dame Imelda Marcos apporte un changement important au paysage de la ville. Le Mont Sungay a été nivelé environ à la moitié de son ancienne prééminence pour construire le « palais dans le ciel », un manoir à l'origine prévu comme résidence pour l'ancien gouverneur de la Californie, Ronald Reagan - qui n'est jamais venu. Le palais à demi-fini est devenu « un jardin public dans le ciel » d'après la révolution du peuple, qui a renversé le gouvernement du président des Philippines, Ferdinand Marcos.

- 1992. Le maire Benjamin Erni a amélioré les routes qui mènent aux barangays plus petits et il a érigé la voûte de fruit sur la frontière de la ville pour accueillir les visiteurs et les investisseurs.